# Marika
Marika ist eine in mehreren Sprachen vorkommende Koseform des Vornamens Maria. Größere Verbreitung hat er in Tschechien, der Slowakei, Polen, Ungarn, Griechenland, Finnland und Estland.
Eine populäre Namensträgerin in Deutschland ist die Schauspielerin Marika Rökk, wobei der Vorname eine Kombination aus Marie und Karoline ist, nach welcher auch die Eiskunstläuferin Marika Kilius benannt wurde.

## Namenstage
- Estland: 25. März
- Finnland: 2. Juli
- Litauen: 22. Juli und 25. Juli
- Polen: 16. Juli
- Schweden: 22. Oktober
- Tschechien: 31. Januar

## Bekannte Namensträgerinnen
- Marika Adam (* 1954), österreichische Schauspielerin und Theaterregisseurin
- Marika Blossfeldt (* 1958), US-amerikanische Tänzerin, Choreographin, Sachbuchautorin und Yogalehrerin estnischer Herkunft
- Marika Carlsson (* 1973), schwedische Komikerin und Moderatorin
- Marika Diana (* 1987), italienische Automobilrennfahrerin
- Marika Domanski Lyfors (* 1960), schwedische Fußballspielerin und -trainerin
- Marika Domińczyk (* 1980), US-amerikanische Schauspielerin polnischer Herkunft
- Marika Geldmacher-von Mallinckrodt (1923–2016), deutsche Chemikerin, Medizinerin und Hochschullehrerin
- Marika Gombitová (* 1956), slowakische Popsängerin
- Marika Hackman (* 1992), britische Singer-Songwriterin
- Marika Heinlein (* 1962), deutsche Langstrecken- und Ultraläuferin
- Marika Jänkä (* 1983), finnische Biathletin
- Marika Kilius (* 1943), deutsche Roll- und Eiskunstläuferin
- Marika Lagercrantz (* 1954), schwedische Schauspielerin
- Marika Lehtimäki (* 1975), finnische Eishockeyspielerin
- Marika Lichter (* 1949), österreichische Schauspielerin
- Marika Mikkola (* 1971), finnische Orientierungsläuferin
- Marika Awtandilowna Pertachija (* 1992), russische Freestyle-Skierin
- Marika Popowicz (* 1988), polnische Leichtathletin
- Marika Rivera (1919–2010), französische Schauspielerin
- Marika Rökk (1913–2004), deutsch-österreichische Schauspielerin, Sängerin und Tänzerin ungarischer Abstammung
- Marika Steinhauff (* 1989), deutsche Volleyball- und Beachvolleyballspielerin
- Marika Sundin (* 1991), schwedische Skilangläuferin
- Marika Tändler-Walenta (* 1984), deutsche Soziologin und Politikerin (Die Linke)
- Marika Tasler (* 1975), deutsche Künstlerin, Grafikdesignerin und Fotografin